# Antirrhea ornata
Antirrhea ornata är en fjärilsart som beskrevs av Butler 1870. Antirrhea ornata ingår i släktet Antirrhea och familjen praktfjärilar. Inga underarter finns listade i Catalogue of Life.

## Bildgalleri

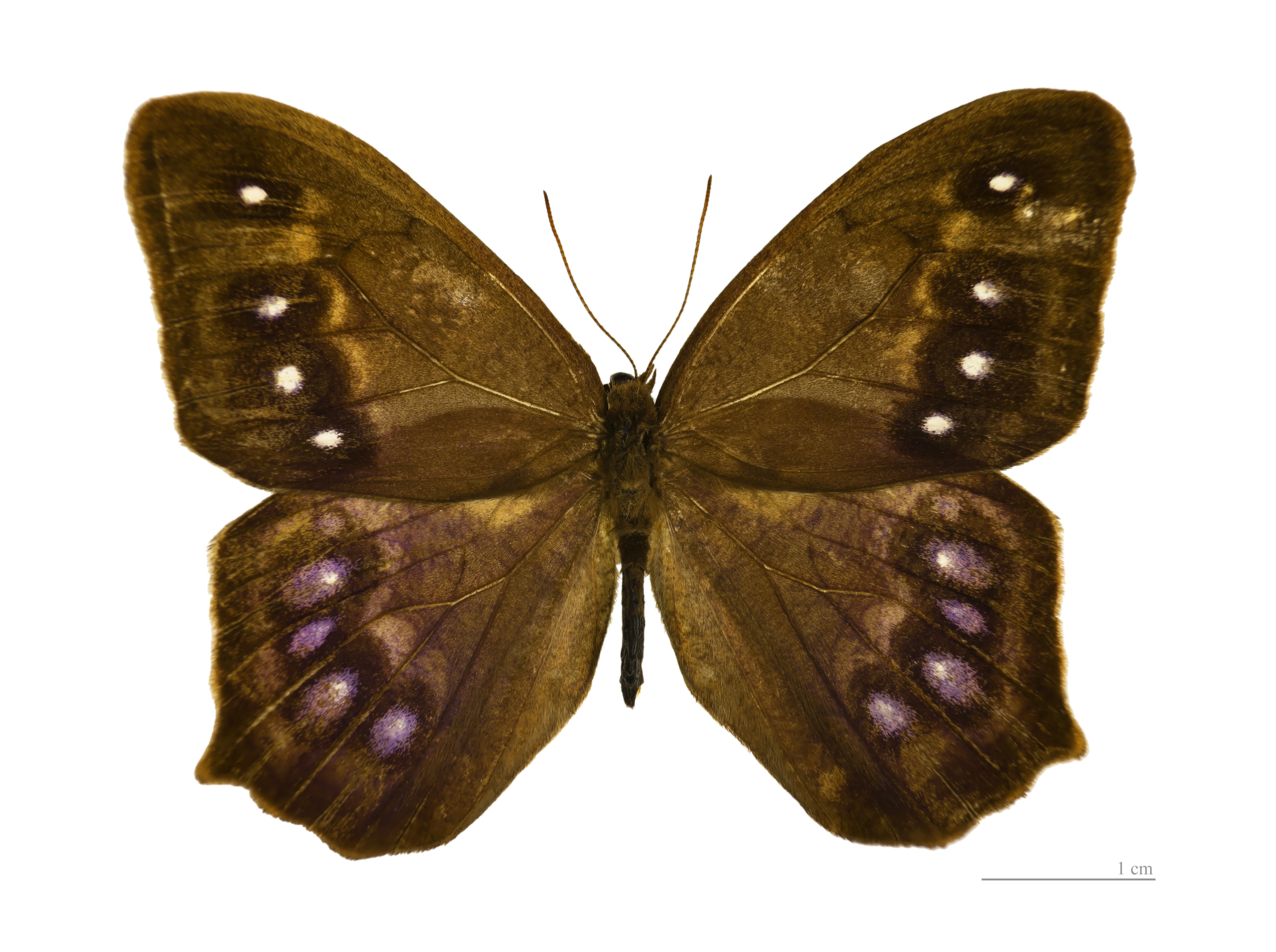
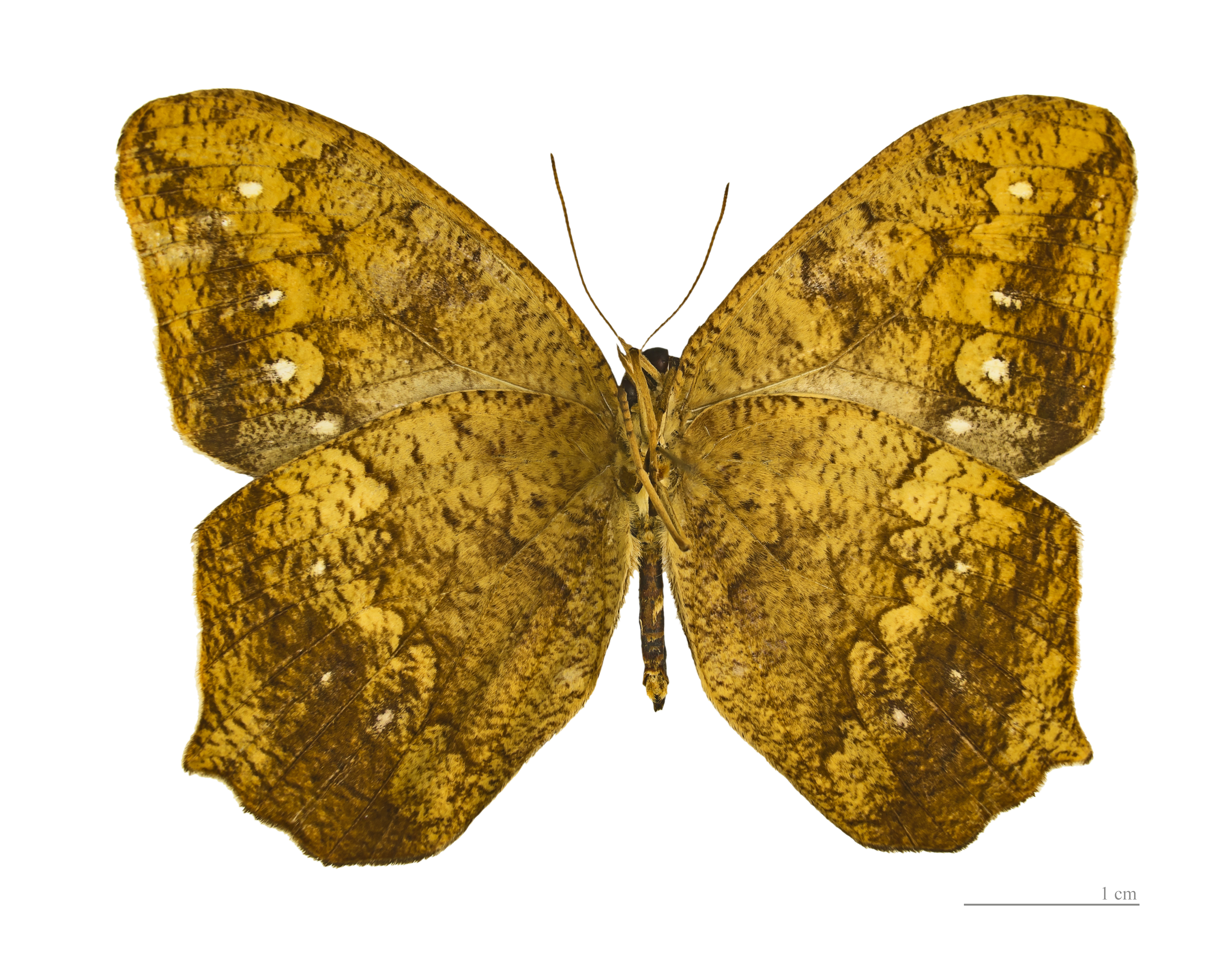
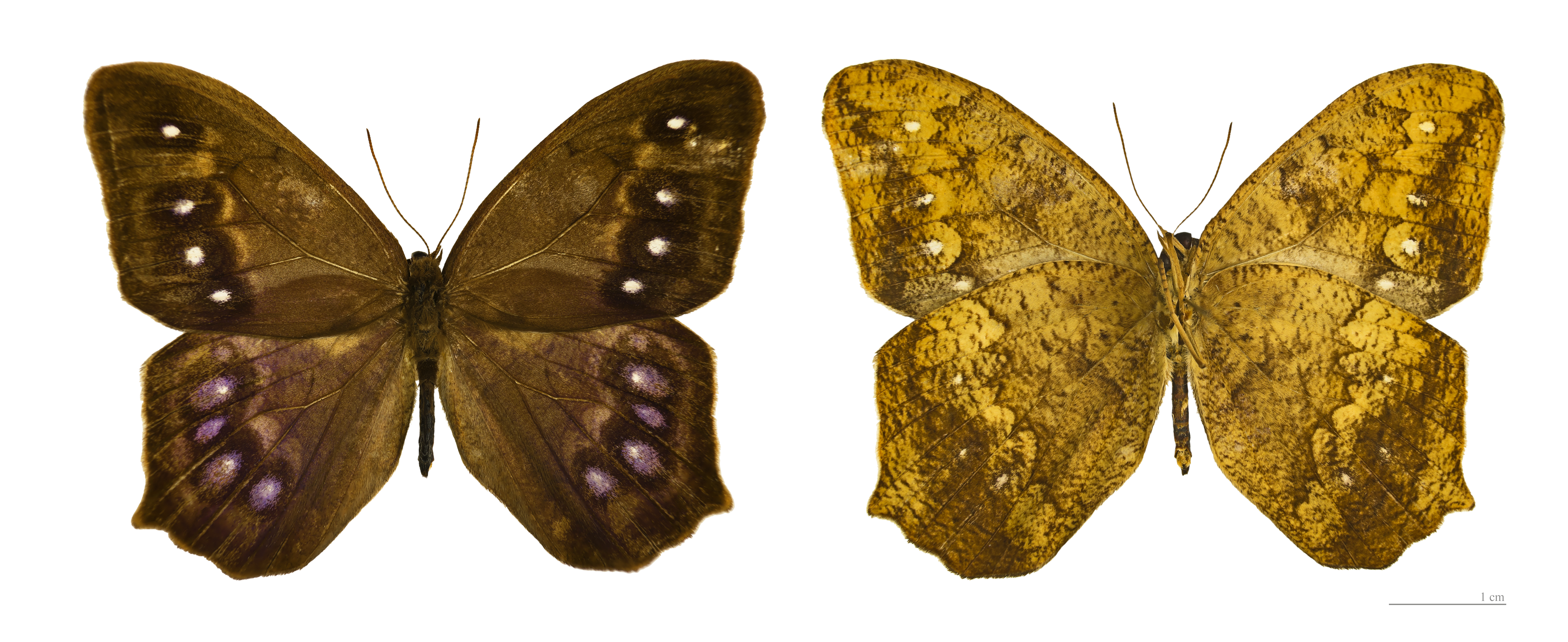